# Кадонеге
Кадо̀неге (на италиански: Cadoneghe) е община в Северна Италия, провинция Падуа, регион Венето. Разположена е на 15 m надморска височина. Населението на общината е 16 149 души (към 2014 г.).
Административен център на общината е град Меянига (Mejaniga).